# Okresy v Číně

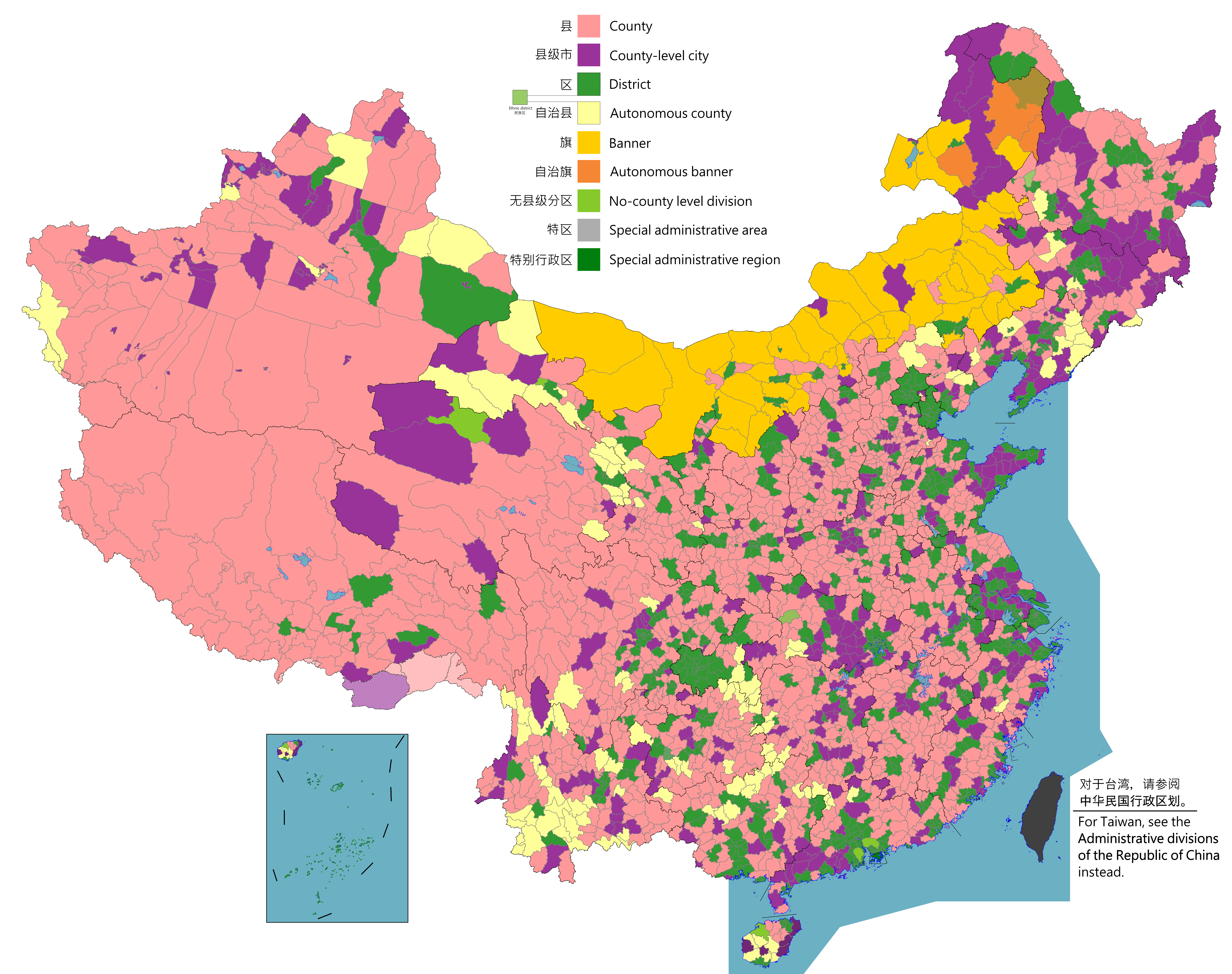
Dělení Čínské lidové republiky na okresní úrovni:
Okresy
Městské obvody
Městské okresy
Korouhve
Autonomní okresy
Autonomní korouhve
Správní výbor
Lesní obvod, zvláštní obvod; celky na nižší než okresní úrovni

Okres (čínsky v českém přepisu sien, pchin-jinem xiàn, znaky zjednodušené 县, tradiční 縣) je administrativní jednotka Čínské lidové republiky na okresní úrovni. Její nadřazenou jednotkou je tedy obvykle nějaká z městských prefektur, případně jiný celek na prefekturní úrovni.

## Okresy v Číně
V době založení Čínské lidové republiky (ČLR) byly okresy základní jednotkou na okresní úrovni administrativy. Od 80. let probíhaly rozsáhlé změny čínské správy a mnohé prefektury byly reorganizovány v městské prefektury. Paralelně byly okresy měněny v městské okresy a městské obvody.
Koncem roku 2005 existovalo v ČLR 1464 okresů (z 2862 celků okresní úrovně), do roku 2014 se počet okresů snížil na 1425 při snížení počtu celků okresní úrovně na 2854.

## Historie okresů v Číně
Historicky patří okresy sien k tradičním čínským správním jednotkám, vznikly v období válčících států. Po sjednocení Číny dynastií Čchin roku 221 př. n. l. byla říše rozdělena na komandérie a ty na zhruba třináct set okresů. V následujících dvou tisíciletích zůstaly okresní úřady nejnižšími úřady státní správy, pod nimiž fungovala místní samospráva a neformální vliv džentry. Do počátku 20. století se počet okresů výrazněji neměnil, kolísal mezi jedenácti a čtrnácti sty.